# Fiúk kizárva!
A Fiúk kizárva! egy osztrák tiniregény-sorozat, főleg lányolvasók számára. Írója az osztrák Thomas Brezina.
A történet két lány, Tinka és Lizi körül zajlik. Iskolai feladatuk kapcsán megismerkednek egy idős asszonnyal, aki a Kristály utca 77. címen lakik. Tinkában és Liziben felmerül a gyanú, hogy a hölgy boszorkány. A lányok legközelebbi látogatásukon rákérdeznek, és az idős asszonynak – akit Emma Schiketanznak hívnak – esze ágában sincs tagadni boszorkányságát.
Ezekben az időkben történt, hogy Tinka és Lizi szülei, Gréta Schnabel és Borisz Meierbeer összeismerkednek, és a család összeköltözik.

## Leírás
A történeteknek két hétköznapi lány, Lizzie és Tinka a főszereplői, akik nem bírják egymást. Ők mostohatestvérek, és el kell viselniük a másik társaságát. Egy idős hölgy, Frau Schicketanz közelebb hozza egymáshoz őket. A két lánynak mágikus ereje van, boszorkányok lesznek.
Thomas Brezina kifejezetten lányoknak szánta ezt a könyvet, tele sok humorral. Fiúknak Hot Dogs címmel írt hasonló könyvet. Mindkét sorozat tartalmaz figyelmeztetést arra vonatkozólag, mi történik, ha ellenkező nemű olvassa el a könyvet. (Például hosszú orra nőhet, vagy pattanásokat szerezhet.) Ezt azért írta a könyvek elejére, mert általában mind a fiúk, mind a lányok szeretik a sorozatait. A könyveket Betina Gotzen-Beek képei illusztrálják, s Európán kívüli (pl. Kínában) is olvasható.

## A főszereplők
A Schnabel családot Gréta, az aggódó anya, Tivadar, az egyetemista, Isti, aki azt hiszi magáról, hogy szörnyen ellenállhatatlan és Tinka alkotják. Apjuk, Gréta férje elhagyta őket egy másik nő miatt. Tinka azt hitte, hogy egy eltört kristályváza miatt ment el, de később kiderült, hogy beleszeretett egy Szamanta nevű nőbe. Szamanta, Janó, és Roland, az egykori Schnabel család feje, a könyvsorozat 9. részében tűnnek fel.
A Meierbeer család feje Borisz, aki hivatása szerint orvos. A család egy ideig Afrikában élt, ahol Borisz felesége elkapott egy halálos betegséget, és meghalt. Lizi emiatt lett kiállhatatlan és zsémbes. A Meierbeer család legidősebb gyermeke Frank, aki tíz szónál többet nem mond ki egy nap. Külső ismertető jelei: napszemüveg, négy póló - egymáson -. aztán pedig egy pulóver. Hozzátartozik még egy walkman is a toalettjéhez. Csoszogva közlekedik, mondásához hűen: „Minek rohanni, ha vánszorogva is elérhetünk mindenhová?”. Lizi a középső gyerek. Dávid, az ördögfióka a család legfiatalabb tagja. Idétlenebbnél idétlenebb ötletei vannak, a 4. részben például kutyának képzeli magát, a 6. részben kislánynak, a 10. részben pedig hastáncol – a fenekével -. ezzel is kihozva a sodrából Grétát. A szülők a 4. részben házasodnak össze.
A lányokat az első részben egy ügynök rendeli magához, ugyanis Emma elköltözött Hawaiira, és a lányoknak átadta a képességeit. A varázserő birtoklásához szükség volt egy Folfónia kulcsra is. A házzal együtt megörökölték Cosimót, a macskát, aki egy dundi, és ami a legfontosabb, hogy láthatatlan macska. A 11. részben kiderül, hogy ő valójában ember volt, de elkövetett egy gaztettet, ezért macskává változtatták huszonöt évre.

## Szomszédok
A lányok rigolyás szomszédjai a Lukevszky házaspár. Az asszony mindent alkalmat megragad, hogy felhúzza magát a lányokon. A 4. részben orgia gyanújával az igazgatóval beszél, a 11. részben pedig azt hiszi, hogy a lányok bombákat gyártanak, azonban ebben a részben Tinka és Lizi egy cserediákprogramban vesznek részt, és egy Eleonóra nevű lány érkezik hozzájuk. Vad viselkedése miatt Lukevszky asszony megenyhül a lányok iránt. A férje, aki legalább két fejjel kisebb nála, mindig asszonykája segítségére siet. Lukevszky asszony gyakorta hívja „férjikének”. Másik szomszédjuk a Trettenau család, amely a 10. részben tűnik fel. A két család a Kristály utca 75. és a 79. szám alatt lakik.

## Boszorkány szereplők
A boszorkány szereplők közül fontos megemlíteni Eduárd Rockot, aki úgy néz ki, mint aki legalábbis 30 évvel ezelőtti múltból lépett volna a jelenbe. Imád fekete pontokat osztogatni, több részben feltűnik, és a lányokat gyanúsítgatja. Aurélia, a főboszorkány egy jóságos asszony. Nettel kisasszony csupán csak a 11. részben tűnik fel, elrejti a lányok házában az Epesárga könyv másolatát, amely a titkos és gonosz varázsigéket rejti. Ebben a részben a lányok majdnem elvesztik varázslóerőjüket. Osztályfőnökük Reingard tanárnő, kedves, szeretetreméltó hölgy, aki egy kicsit Lizire emlékeztet fiatalkorából. Több részben ő is feltűnik. A lányok osztálytársai közül leginkább Gabi és Anna jelenik meg a sorozat köteteiben. A fiúk közül András és Lóránt tűnik fel a 8. részben.
És habár Lizi és Tinka természete nagyon eltérő, nagyon jól megértik egymást. A sorozat kötetei nemcsak szórakozást, de bőven humort is ígérnek. A sorozatnak eddig több mint 20 kötete jelent meg.

## A sorozat megjelent kötetei
Fiúk kizárva!; Egmont Hungary/Egmont, Budapest, 2002–2013
- 1. Te vagy a kedvenc ellenfelem; ford. Zsidányi Lilla; Egmont Hungary, Bp., 2002
- 2. Hogyan változtassuk békává a tesónkat?; ford. Zsidányi Lilla; Egmont Hungary, Bp., 2002
- 3. Az a boszorkányos szerelem!; ford. Zsidányi Lilla; Egmont Hungary, Bp., 2003
- 4. Elvarázsolni a tanár urat? – Nem gond!; ford. Zsidányi Lilla; Egmont Hungary, Bp., 2003
- 5. Legyen anyu a legmenőbb!; ford. Zsidányi Lilla; Egmont, Bp., 2003
- 6. Micsoda lökött família!; ford. Zsidányi Lilla; Egmont Hungary, Bp., 2003
- 7. Boszik az iskolapadban; ford. Zsidányi Lilla; Egmont Hungary, Bp., 2003
- 8. A baj nem jár egyedül; ford. Zsidányi Lilla; Egmont Hungary, Bp., 2003
- 9. Nyár, tesók, zűrzavar...; ford. Zsidányi Lilla; Egmont Hungary, Bp., 2004
- Különkiadás I. Boszorkánytitok; ford. Zsidányi Lilla; Egmont, Bp., 2005
- 11. Hé, apu, kevés a zsebpénz!; ford. Zsidányi Lilla; Egmont-Hungary, Bp., 2004
- 12. A csereboszi; ford. Zsidányi Lilla; Egmont Hungary, Bp., 2005
- 13. Boszorkányok kutyaszorítóban; ford. Zsidányi Lilla; Egmont-Hungary, Bp., 2005
- 14. Nyeregbe, boszorkányok!; ford. Zsidányi Lilla; Egmont-Hungary, Bp., 2006
- 15. Kiakasztasz, tesó!; ford. Zsidányi Lilla; Egmont-Hungary, Bp., 2006
- 16. Féktelen fruskák felhőtlen bulija; ford. Hegyi Zsuzsa; Egmont-Hungary, Bp., 2007
- Különkiadás II. Csókkeksz és spagettidili; ford. Markwarth Zsófia; Egmont, Bp., 2008
- 18. A szülőszelídítő varázsige; ford. Hegyi Zsuzsa; Egmont, Bp., 2007
- 19. Hogyan varázsoljunk szupersrácot?; ford. Hegyi Zsuzsa; Egmont, Bp., 2008
- 20. Koboldos kirándulás; ford. Markwarth Zsófia; Egmont, Bp., 2008
- 21. A nagy hisztibűbáj; ford. Markwarth Zsófia; Egmont, Bp., 2009
- 22. Telóm, telóm, mondd meg nékem...; ford. Markwarth Zsófia; Egmont, Bp., 2012
- Különkiadás III. Pálmafa és cukorhó; ford. Markwarth Zsófia; Egmont, Bp., 2009
- 23. Nini, egy bébiboszi!; ford. Markwarth Zsófia; Egmont-Hungary, Bp., 2011
- Különkiadás IV. Smacihegyek, patália, boszorkányszombat; ford. Markwarth Zsófia; Egmont, Bp., 2011
- 24. Szépségkirálynő kerestetik!; ford. Markwarth Zsófia; Egmont, Bp., 2011
- Különkiadás V. Boszi webnaplók; ford. Markwarth Zsófia; Egmont, Bp., 2013

Magyarországon ezen kívül még három megjelent kötetet nem forgalmaznak, illetve a 18., és 19. kötet képe külföldön más. A három kötet közül az első a megjelent első két könyvet vonja össze, a második pedig a harmadik és negyedik részt. A különkiadások közül itthon nem forgalmazzák a "Mein Tagebuch" (A naplóm) című kötetet.

## Kritikák, adatok
Thomas Brezinát a Fiúk Kizárva! sorozat tette világhírűvé, azóta 33 országban jelenik meg a sorozata, bár csak Ausztriában elismert író. Az év egyik felét Londonban, másik felét Ausztriában tölti.
Többek egyetértenek azzal, hogy a sorozat 14. részétől kezd ellaposodni a történet, néha unalmas, újravett formát kezd felvenni.